# Friedrich Wilhelm Murnau
Friedrich Wilhelm Murnau (n. 28 decembrie 1888, Bielefeld, Reich-ul German – d. 11 martie 1931, Santa Barbara, California, SUA) a fost un regizor german de film, unul din cei mai importanți regizori din epoca filmului mut.
A studiat la Universitate de la Heidelberg.